# Alypia disparata
Alypia disparata là một loài bướm đêm trong họ Noctuidae.